# Катаринский, Василий Владимирович
Василий Владимирович Катаринский (1846, Казанская губерния — 20 мая 1902, Оренбург) — русский педагог, деятель просвещения. Автор первого башкирско-русского и русско-башкирского словаря. Автор башкирского (1892) и киргизского (казахского) букваря.

## Биография
Родился 1 марта (по другим данным — 20 мая) 1846 года в Казанской губернии.
Окончил Казанскую духовную семинарию и в 1872 году — церковно-историческое отделение Казанской духовной академии (с присвоением степени кандидата богословия). До 1875 года работал преподавателем русского и церковнославянского языка в Чебоксарском училище. С 1875 года — инспектор башкирских, татарских, казахских школ Оренбургского учебного округа.
Умер 20 мая (2 июня) 1902 года в Оренбурге. Похоронен на кладбище Свято-Успенского Оренбургского монастыря.

## Педагогическая деятельность
Внёс значительный вклад в организацию областных и аульных русско-башкирских и русско-казахских школ в Оренбургской губернии (в особенности в Тургайской области). Составил ряд учебников и словарей. В их числе — первый башкирский букварь на основе кириллического алфавита, изданный в 1892 году.
Своим первым наставником Катаринский считал казанского учёного и православного просветителя Николая Ивановича Ильминского. В более поздний период он перенимал опыт башкирского педагога Мухаметсалима Уметбаева. Кроме того, Катаринский разделял идеи казахского просветителя Ибрая Алтынсарина и участвовал в их реализации.

## Публикации

### На тему башкирского языка
- Букварь для башкир. — Оренбург, 1892.
- Краткий русско-башкирский словарь. — Оренбург, 1893.
- Башкирско-русский словарь. — Оренбург, 1899.

### На тему казахского («киргизского») языка
- Первоначальный учебник русского языка для киргиз. — 1894.
- Грамматика киргизского языка. — Оренбург, 1897.
  - Грамматика киргизского языка: фонетика, этимология, синтаксис. — Москва : URSS : [ЛЕНАНД], 2016 (cop. 2015). — 217 с. — (Языки народов мира). — ISBN 978-5-9710-2911-3 .
- Материалы по этнографии киргиз. — Оренбург, 1899.
- Грамматика киргизского языка. Фонетика, этимология и синтаксис — Оренбург: Тургайская областная типография, 1906.

### Прочие
- Приложение к книге Н. И. Ильминского «Система народного и в частности инородческого образования в Казанском крае» Архивная копия от 8 сентября 2022 на Wayback Machine (СПб.: Синод. тип., 1886).

## Память
В честь В. В. Катаринского названа одна из улиц города Уфы в пригородном посёлке Нагаево.